# Вейнрайт № 61
Вейнрайт № 61 (англ. Wainwright No. 61) — муніципальний район в Канаді, у провінції Альберта.

## Населення
За даними перепису 2016 року, муніципальний район нараховував 4479 жителів, показавши зростання на 8,2%, порівняно з 2011-м роком. Середня густина населення становила 1,1 осіб/км².
З офіційних мов обидвома одночасно володіли 260 жителів, тільки англійською — 4 190, тільки французькою — 15, а 15 — жодною з них. Усього 380 осіб вважали рідною мовою не одну з офіційних, з них 5 — українську.
Працездатне населення становило 76,8% усього населення, рівень безробіття — 3,4% (4,6% серед чоловіків та 1,9% серед жінок). 66,7% були найманими працівниками, 32,9% — самозайнятими.
Середній дохід на особу становив $55 854 (медіана $46 696), при цьому для чоловіків — $67 264, а для жінок $43 749 (медіани — $61 120 та $35 840 відповідно).
36,1% мешканців мали закінчену шкільну освіту, не мали закінченої шкільної освіти — 18,9%, 45,2% мали післяшкільну освіту, з яких 19,6% мали диплом бакалавра, або вищий.
| Статево-вікова структура населення | Статево-вікова структура населення | Статево-вікова структура населення | Статево-вікова структура населення | Статево-вікова структура населення |
| ---------------------------------- | ---------------------------------- | ---------------------------------- | ---------------------------------- | ---------------------------------- |
|                                    |                                    |                                    |                                    |                                    |
| Всього                             | Всього                             | 52,6%47,4%                         |                                    |                                    |
| 0 — 14 років                       | 0 — 14 років                       |                                    | 22,9%                              | 22,9%                              |
| 15 — 64 років                      | 15 — 64 років                      |                                    | 67,3%                              | 67,3%                              |
| 65 і більше                        | 65 і більше                        |                                    | 9,8%                               | 9,8%                               |
| 85 і більше                        | 85 і більше                        |                                    | 0,4%                               | 0,4%                               |
| Середній вік (років)               | Середній вік (років)               | 36,736,0                           | 36,3                               | 36,3                               |
| Медіана (років)                    | Медіана (років)                    | 36,136,3                           | 36,2                               | 36,2                               |
| — чоловіки — жінки                 |                                    |                                    |                                    |                                    |

| Походження мешканців:     | Походження мешканців:     | Походження мешканців: | Походження мешканців: | Походження мешканців: |
| ------------------------- | ------------------------- | --------------------- | --------------------- | --------------------- |
| Походження                |                           |                       | осіб                  | %                     |
| Корінні американці        | Корінні американці        |                       | 185                   | 4.68%                 |
| Інше північноамериканське | Інше північноамериканське |                       | 1 405                 | 35.57%                |
| Європейське               | Європейське               |                       | 3 240                 | 82.03%                |
| британське                | британське                |                       | 2 385                 | 60.38%                |
| французьке                | французьке                |                       | 685                   | 17.34%                |
| українське                | українське                |                       | 295                   | 7.47%                 |
| Карибське                 | Карибське                 |                       | 40                    | 1.01%                 |
| Латинськоамериканське     | Латинськоамериканське     |                       | 45                    | 1.14%                 |
| Африканське               | Африканське               |                       | 10                    | 0.25%                 |
| Азійське                  | Азійське                  |                       | 70                    | 1.77%                 |
| Океанійське               | Океанійське               |                       | 20                    | 0.51%                 |

| Зайнятість населення за галузями (за класифікацією NOC): | Зайнятість населення за галузями (за класифікацією NOC): | Зайнятість населення за галузями (за класифікацією NOC): | Зайнятість населення за галузями (за класифікацією NOC): | Зайнятість населення за галузями (за класифікацією NOC): |
| -------------------------------------------------------- | -------------------------------------------------------- | -------------------------------------------------------- | -------------------------------------------------------- | -------------------------------------------------------- |
|                                                          |                                                          |                                                          |                                                          |                                                          |
| Управління                                               | Управління                                               |                                                          | 22,7%                                                    | 22,7%                                                    |
| Бізнес, фінанси та адміністрування                       | Бізнес, фінанси та адміністрування                       |                                                          | 16,5%                                                    | 16,5%                                                    |
| Природничі та прикладні науки                            | Природничі та прикладні науки                            |                                                          | 1,5%                                                     | 1,5%                                                     |
| Охорона здоров'я                                         | Охорона здоров'я                                         |                                                          | 4,5%                                                     | 4,5%                                                     |
| Освіта, правозахист, муніципальні та урядові служби      | Освіта, правозахист, муніципальні та урядові служби      |                                                          | 12,2%                                                    | 12,2%                                                    |
| Мистецтво, культура, відпочинок та спорт                 | Мистецтво, культура, відпочинок та спорт                 |                                                          | 0,6%                                                     | 0,6%                                                     |
| Роздрібна торгівля та послуги                            | Роздрібна торгівля та послуги                            |                                                          | 12,9%                                                    | 12,9%                                                    |
| Гуртова торгівля, транспорт та обладнання                | Гуртова торгівля, транспорт та обладнання                |                                                          | 16,1%                                                    | 16,1%                                                    |
| Природні ресурси, сільське господарство                  | Природні ресурси, сільське господарство                  |                                                          | 10,1%                                                    | 10,1%                                                    |
| Виробництво                                              | Виробництво                                              |                                                          | 2,8%                                                     | 2,8%                                                     |

## Населені пункти
До складу муніципального району входять містечко Вейнрайт, села Шовін, Еджертон, Ірма, а також хутори, інші малі населені пункти та розосереджені поселення.

## Клімат
Середня річна температура становить 2°C, середня максимальна – 21,4°C, а середня мінімальна – -22,2°C. Середня річна кількість опадів – 409 мм.
| Клімат поселення                              | Клімат поселення | Клімат поселення | Клімат поселення | Клімат поселення | Клімат поселення | Клімат поселення | Клімат поселення | Клімат поселення | Клімат поселення | Клімат поселення | Клімат поселення | Клімат поселення | Клімат поселення |
| Показник                                      | Січ.             | Лют.             | Бер.             | Квіт.            | Трав.            | Черв.            | Лип.             | Серп.            | Вер.             | Жовт.            | Лист.            | Груд.            |                  |
| Середній максимум, °C                         | −8,96            | −6,69            | 0,71             | 10,21            | 17,06            | 21,40            | 21,44            | 20,73            | 15,23            | 9,28             | −0,71            | −8,12            |                  |
| Середня температура, °C                       | −15,56           | −13,29           | −5,9             | 3,60             | 10,45            | 14,79            | 16,77            | 16,06            | 10,55            | 4,61             | −5,38            | −12,77           |                  |
| Середній мінімум, °C                          | −22,16           | −19,9            | −12,5            | −3               | 3,86             | 8,19             | 12,10            | 11,39            | 5,89             | −0,06            | −10,04           | −17,44           |                  |
| Норма опадів, мм                              | 19               | 13               | 22               | 24               | 44               | 77               | 67               | 56               | 36               | 16               | 17               | 18               |                  |
| Середньомісячна швидкість вітру, м/с          | 4.14             | 4.10             | 4.14             | 4.40             | 4.30             | 3.90             | 3.51             | 3.42             | 3.80             | 4.10             | 4.20             | 4.11             |                  |
| Середньомісячна сонячна радіація, кДж/м²·день | 3818             | 7514             | 12525            | 17498            | 20884            | 22303            | 22629            | 18893            | 12911            | 7797             | 4017             | 2771             |                  |
| --------------------------------------------- | ---------------- | ---------------- | ---------------- | ---------------- | ---------------- | ---------------- | ---------------- | ---------------- | ---------------- | ---------------- | ---------------- | ---------------- | ---------------- |
| Джерело:                                      |                  |                  |                  |                  |                  |                  |                  |                  |                  |                  |                  |                  |                  |